# Georges Kopp
Georges Kopp (* 1902 in Sankt Petersburg, Russisches Kaiserreich; † 15. Juli 1951 in Frankreich) war ein belgischer Ingenieur, der als Freiwilliger auf Seiten der Republik im Spanischen Bürgerkrieg kämpfte. Im Laufe des Krieges stieg er vom einfachen Soldaten zum Kommandeur des 3. Regimentes der Lenin-Division auf, die zu den bewaffneten Verbänden der POUM gehörte und an der Aragon-Front kämpfte. Nach dem Verbot der POUM wurde sie als 29. Division Teil der regulären Armee der spanischen Republik. Später wurde Kopp Hauptmann im Führungsstab der 45. Brigade der Armee.
George Orwell erwähnt ihn mehrmals in seinem Buch Mein Katalonien. Dort beschreibt er auch Georges Kopps mutiges Verhalten während der Maiereignisse in Barcelona. Nach dem Verbot der POUM wurde Kopp verhaftet und erst nach 18 Monaten Haft entlassen. 1939 gelang es ihm nach England zurückzukehren, wo er von Orwells Schwager, dem Bruder von Orwells erster Frau Eileen O’Shaughnessy und dessen Frau gepflegt wurde.
Nach seiner Freilassung blieb Kopp für einige Zeit in England, begab sich aber im September 1939 nach Frankreich und wurde dort, nach Ausbruch des Krieges, Soldat der Französischen Fremdenlegion und kämpfte in der Schlacht um Frankreich 1940. Er wurde verletzt und gefangen genommen, konnte aber fliehen und begab sich in das algerische Hauptquartier der Fremdenlegion. Aus gesundheitlichen Gründen verließ er die Legion und arbeitete fortan als Ingenieur in Marseille. Hier betrieb er im Auftrag des britischen Geheimdienstes einen Spionagering. Als dieser aufflog, wurde er von den Briten aus Frankreich ausgeflogen.
Zuvor mit Germaine Warnotte verheiratet, heiratete er nun Doreen Hunton, die Schwester Gwen O’Shaughnessys.
Es existiert ein Briefwechsel zwischen Orwell und Kopp, der sogar zur Zeit der Schlacht um Frankreich nicht unterbrochen wurde. In späteren Jahren kühlte die Beziehung zwischen den beiden Männern wohl deutlich ab, Orwell sah vor allem Abenteuerlust sowie materielle Probleme und weniger politische Gründe als Hauptmotiv für Kopps Teilnahme am Spanischen Bürgerkrieg. Kopp ließ eine Frau und fünf Kinder in Belgien zurück, als er sich 1936 nach Spanien aufmachte.
Georges Kopp starb 1951 an den Spätfolgen seiner Kriegsverletzungen.
Orwell zufolge hat Kopp einen Großteil seiner Vergangenheit erfunden, diese Äußerung Orwells ist jedoch umstritten.
Ein Biograph Orwells, Jeffrey Meyers, sieht in Kopp Orwells Vorbild für seine Figur O’Brien in 1984.